# Армстронг, Даррелл
Даррелл Юджин Армстронг (англ. Darrell Eugene Armstrong; родился 22 июня 1968, Гастония, Северная Каролина, США) — американский профессиональный баскетболист и тренер.

## Ранние годы
Даррелл Армстронг родился в городе Гастония (штат Северная Каролина), учился в Гастонийской школе Эшбрук, в которой играл за местную баскетбольную команду. Кроме того в школе, ещё до увлечения баскетболом, успешно играл в американский футбол на позиции пантера и принимающего (вайд-ресивера).

## Студенческая карьера
После окончания школы Армстронг поступил в Университет штата Северная Каролина в Фейеттвилле, где в течение трёх лет (1988—1991) выступал за команду «Файеттвилл Стэйт Бронкос», в которой провёл успешную карьеру, набрав в итоге 1112 очков, 306 подборов и 296 передач. «Бронкос» выступают в Центральной межуниверситетской спортивной ассоциации (CIAA) во втором дивизионе NCAA. Первые два года в университете Даррелл играл в американский футбол на позиции кикера (1986—1987), установив несколько рекордов команды. В сезоне 1990/1991 годов провёл в составе «Бронкос» 24 матча, набирая в среднем за игру по 16,4 очка, 3,6 подбора и 4,7 передачи. В 1990 году Армстронг выиграл конкурс CIAA по броскам сверху, а в 1991 году включался в первую сборную всех звёзд CIAA.

## Карьера в младших лигах
В 1991 году Армстронг был незадрафтован, поэтому начал свою профессиональную карьеру в команде «Атланта Иглс» (в 1994 году она была переименована в «Атланта Троянс»), выступавшей в Баскетбольной лиге соединённых штатов (USBL), в которой выступал на протяжении трёх сезонов (1991—1994). Три года подряд Армстронг включался в сборную всех звёзд защиты USBL (1992—1994), один раз — во вторую сборную всех звёзд USBL (1992), а также два раза — в первую сборную всех звёзд USBL (1993—1994).
В октябре 1992 года Армстронг подписал контракт с командой «Кэпитал Регион Понтиакс», выступавшей в Континентальной баскетбольной ассоциации, однако вскоре покинул её. Затем заключил соглашение с командой «Саут Джорджия Блюз», выступавшей в Глобальной баскетбольной ассоциации (GBA), но она в 1993 году прекратила своё существование. Оставшись без работы, Армстронг вернулся в Гастонию, где добровольно устроился в родную школу на должность помощника главного тренера баскетбольной команды и работал в ночную смену на прядильном заводе.

## Зарубежная карьера
В 1993 году Армстронг уехал в Европу, где подписал договор с кипрским клубом «Пезопорикос Ларнака», в составе которого набирал в среднем за игру по 32,0 очка и 8,0 передачи, а по итогам сезона был признан баскетболистом года. В 1994 году перебрался в Испанию, где выступал в лиге АБК за команду «Корен Оренсе», в составе которой набирал в среднем за игру по 24,6 очка, 4,5 подбора и 2,5 передачи, кроме того в 1995 году был включён в сборную всех звёзд Евролиги УЛЕБ.

## Карьера в НБА
Играл на позиции разыгрывающего защитника. В 1991 году не был выбран на драфте НБА ни одной из команд. В конце сезона 1994/1995 годов Армстронг в качестве свободного агента подписал контракт с командой «Орландо Мэджик». Позже выступал за команды «Нью-Орлеан Хорнетс», «Даллас Маверикс», «Индиана Пэйсерс» и «Нью-Джерси Нетс». Несмотря на свой маленький рост (183 см), в 1996 году участвовал в конкурсе по броскам сверху, ежегодно проводимом в рамках звёздного уикенда НБА, но выступил неудачно, заняв последнее место, и больше в нём не участвовал. Всего в НБА провёл 14 сезонов, в течение которых провёл 840 игр, в которых набрал 7712 очков (в среднем 9,2 за игру), сделал 2269 подборов, 3394 передачи, 1133 перехвата и 98 блок-шотов.
Свои лучшие годы в качестве игрока НБА Армстронг провёл в «Орландо Мэджик», в рядах которых он выступал на протяжении восьми сезонов (1995—2003). Самым лучшим в его карьере был сезон 1998/1999 годов, в котором он сыграл в 50 играх, набирая в среднем за матч 13,8 очка и делая 3,6 подбора, 6,7 передачи, 2,2 перехвата и 0,1 блок-шота, за что по окончании чемпионата был признан лучшим шестым игроком НБА, а также самым прогрессирующим игроком НБА, став первым игроком в истории лиги, выигравшим обе награды одновременно.
7 июля 2003 года Армстронг был арестован после инцидента, произошедшего в ночном клубе Орландо. Впоследствии он был обвинён в сопротивлении при аресте и в нападении на полицейского, но дело против него в итоге было закрыто. Во время межсезонья, 29 июля 2003 года, в качестве свободного агента подписал соглашение с «Нью-Орлеан Хорнетс». 3 декабря 2004 года был обменян в «Даллас Маверикс» на Дэна Дикау и выбор во втором раунде драфта 2005 года.
19 декабря 2005 года во время матча регулярного чемпионата НБА, в котором «Маверикс» на Американ Эйрлайнс-центр принимали команду «Миннесота тимбервулвз», Армстронг был оштрафован на тысячу долларов за то, что схватил микрофон и прокричал в него: «Как насчёт тех краснокожих!» Буквально за несколько часов до этого футбольная команда «Даллас Ковбойз» была разгромлена «Вашингтон Редскинз» со счётом 7—35, а Даррелл известен в Северной Каролине, как преданный поклонник «Краснокожих». В 2006 году Армстронг в составе «Маверикс» играл в финале НБА, но его команда в итоге со счётом 2—4 проиграла клубу Дуэйна Уэйда «Майами Хит».
24 июля 2006 года Армстронг вместе с Роулом Маршаллом и Джошем Пауэллом был обменян в команду «Индиана Пэйсерс» на Энтони Джонсона. 1 октября 2007 года руководство «Пэйсерс» разорвало с ним контракт, а через пять дней в качестве свободного агента подписал договор с «Нью Джерси Нетс», в составе которых в сезоне 2007/2008 годов провёл 50 игр.

## Тренерская карьера
Летом 2008 года Даррелл Армстронг официально объявил о завершении профессиональной карьеры игрока, а 26 января 2009 года устроился на должность помощника главного тренера (Рика Карлайла) по развитию игроков в родную команду «Даллас Маверикс», на которой работает и в настоящее время. В сезоне 2010/2011 годов Армстронг стал чемпионом НБА в составе «Маверикс», которые в финале со счётом 4—2 обыграли команду Леброна Джеймса «Майами Хит», таким образом взяв у неё реванш за обидное поражение в финале 2006 года.

## Статистика

### Статистика в НБА
| Сезон                                                                                    | Команда    | Регулярный сезон | Регулярный сезон | Регулярный сезон | Регулярный сезон | Регулярный сезон | Регулярный сезон | Регулярный сезон | Регулярный сезон | Регулярный сезон | Регулярный сезон | Регулярный сезон | Серия плей-офф | Серия плей-офф | Серия плей-офф | Серия плей-офф | Серия плей-офф | Серия плей-офф | Серия плей-офф | Серия плей-офф | Серия плей-офф | Серия плей-офф | Серия плей-офф |
| Сезон                                                                                    | Команда    | GP               | GS               | MPG              | FG%              | 3P%              | FT%              | RPG              | APG              | SPG              | BPG              | PPG              | GP             | GS             | MPG            | FG%            | 3P%            | FT%            | RPG            | APG            | SPG            | BPG            | PPG            |
| ---------------------------------------------------------------------------------------- | ---------- | ---------------- | ---------------- | ---------------- | ---------------- | ---------------- | ---------------- | ---------------- | ---------------- | ---------------- | ---------------- | ---------------- | -------------- | -------------- | -------------- | -------------- | -------------- | -------------- | -------------- | -------------- | -------------- | -------------- | -------------- |
| 1994/95                                                                                  | Орландо    | 3                | 0                | 2,7              | 37,5             | 33,3             | 100,0            | 0,3              | 1,0              | 0,3              | 0,0              | 3,3              | Не участвовал  | Не участвовал  | Не участвовал  | Не участвовал  | Не участвовал  | Не участвовал  | Не участвовал  | Не участвовал  | Не участвовал  | Не участвовал  | Не участвовал  |
| 1995/96                                                                                  | Орландо    | 13               | 0                | 3,2              | 50,0             | 50,0             | 100,0            | 0,2              | 0,4              | 0,5              | 0,0              | 3,2              | Не участвовал  | Не участвовал  | Не участвовал  | Не участвовал  | Не участвовал  | Не участвовал  | Не участвовал  | Не участвовал  | Не участвовал  | Не участвовал  | Не участвовал  |
| 1996/97                                                                                  | Орландо    | 67               | 0                | 15,1             | 38,3             | 30,4             | 86,8             | 1,1              | 2,6              | 0,9              | 0,1              | 6,1              | 5              | 0              | 28,6           | 47,6           | 33,3           | 84,6           | 4,2            | 3,4            | 1,6            | 0,2            | 11,4           |
| 1997/98                                                                                  | Орландо    | 48               | 17               | 25,8             | 41,1             | 36,8             | 85,4             | 3,3              | 4,9              | 1,2              | 0,1              | 9,2              | Не участвовал  | Не участвовал  | Не участвовал  | Не участвовал  | Не участвовал  | Не участвовал  | Не участвовал  | Не участвовал  | Не участвовал  | Не участвовал  | Не участвовал  |
| 1998/99                                                                                  | Орландо    | 50               | 15               | 30,0             | 44,1             | 36,5             | 90,4             | 3,6              | 6,7              | 2,2              | 0,1              | 13,8             | 4              | 4              | 40,8           | 37,0           | 37,5           | 100,0          | 5,0            | 6,3            | 2,3            | 0,0            | 14,8           |
| 1999/00                                                                                  | Орландо    | 82               | 82               | 31,6             | 43,3             | 34,0             | 91,1             | 3,3              | 6,1              | 2,1              | 0,1              | 16,2             | Не участвовал  | Не участвовал  | Не участвовал  | Не участвовал  | Не участвовал  | Не участвовал  | Не участвовал  | Не участвовал  | Не участвовал  | Не участвовал  | Не участвовал  |
| 2000/01                                                                                  | Орландо    | 75               | 75               | 36,9             | 41,2             | 35,5             | 88,4             | 4,6              | 7,0              | 1,8              | 0,2              | 15,9             | 4              | 4              | 41,8           | 37,8           | 36,8           | 92,3           | 5,5            | 4,8            | 2,0            | 0,5            | 13,3           |
| 2001/02                                                                                  | Орландо    | 82               | 79               | 33,3             | 41,9             | 34,9             | 88,8             | 3,9              | 5,5              | 1,9              | 0,2              | 12,4             | 4              | 4              | 39,5           | 47,6           | 23,5           | 81,0           | 2,8            | 3,3            | 1,3            | 0,0            | 15,3           |
| 2002/03                                                                                  | Орландо    | 82               | 23               | 28,7             | 40,9             | 33,6             | 87,8             | 3,6              | 3,9              | 1,6              | 0,2              | 9,4              | 7              | 1              | 32,3           | 45,5           | 33,3           | 90,9           | 2,4            | 3,7            | 0,9            | 0,0            | 9,4            |
| 2003/04                                                                                  | Нью-Орлеан | 79               | 22               | 28,5             | 39,5             | 31,5             | 85,4             | 2,9              | 3,9              | 1,7              | 0,2              | 10,6             | 7              | 0              | 21,4           | 23,5           | 20,0           | 100,0          | 2,1            | 2,3            | 0,9            | 0,0            | 3,4            |
| 2004/05                                                                                  | Нью-Орлеан | 14               | 9                | 29,4             | 33,3             | 24,3             | 90,5             | 3,4              | 4,6              | 1,1              | 0,1              | 10,1             | Не участвовал  | Не участвовал  | Не участвовал  | Не участвовал  | Не участвовал  | Не участвовал  | Не участвовал  | Не участвовал  | Не участвовал  | Не участвовал  | Не участвовал  |
| 2004/05                                                                                  | Даллас     | 52               | 7                | 11,1             | 30,5             | 26,8             | 83,0             | 1,3              | 2,2              | 0,6              | 0,1              | 2,3              | 9              | 0              | 7,3            | 50,0           | 25,0           | -              | 0,4            | 1,0            | 0,3            | 0,2            | 2,0            |
| 2005/06                                                                                  | Даллас     | 62               | 2                | 10,0             | 33,6             | 22,9             | 78,6             | 1,3              | 1,4              | 0,4              | 0,0              | 2,1              | 11             | 0              | 4,2            | 20,0           | 0,0            | 100,0          | 0,6            | 0,2            | 0,3            | 0,1            | 0,7            |
| 2006/07                                                                                  | Индиана    | 81               | 4                | 15,7             | 41,4             | 33,6             | 78,5             | 1,7              | 2,4              | 0,9              | 0,1              | 5,6              | Не участвовал  | Не участвовал  | Не участвовал  | Не участвовал  | Не участвовал  | Не участвовал  | Не участвовал  | Не участвовал  | Не участвовал  | Не участвовал  | Не участвовал  |
| 2007/08                                                                                  | Нью-Джерси | 50               | 2                | 11,0             | 36,4             | 33,3             | 66,7             | 1,3              | 1,5              | 0,6              | 0,0              | 2,5              | Не участвовал  | Не участвовал  | Не участвовал  | Не участвовал  | Не участвовал  | Не участвовал  | Не участвовал  | Не участвовал  | Не участвовал  | Не участвовал  | Не участвовал  |
|                                                                                          | Всего      | 840              | 337              | 23,7             | 40,9             | 33,4             | 87,1             | 2,7              | 4,0              | 1,3              | 0,1              | 9,2              | 51             | 13             | 22,0           | 39,8           | 28,7           | 90,0           | 2,3            | 2,5            | 0,9            | 0,1            | 6,8            |
| Наведите курсор мыши на аббревиатуры в заголовке таблицы, чтобы прочесть их расшифровку. |            |                  |                  |                  |                  |                  |                  |                  |                  |                  |                  |                  |                |                |                |                |                |                |                |                |                |                |                |

## Комментарии
1. ↑  Этот сезон был сокращён до пятидесяти игр из-за состоявшегося незадолго до его начала локаута[11].